# Maarten 't Hart
Pour les articles homonymes, voir Hart.
Maarten ‘t Hart, né à Maasluis le 25 novembre 1944, est un éthologue et écrivain néerlandais. Élevé dans un milieu réformé, il perd la foi durant ses études à l’université de Leyde où il obtient un diplôme en éthologie. Outre ses travaux spécialisés, il publie de nombreux romans et essais, d’aucuns très polémiques où ses attaques contre la religion laissent transparaître une certaine nostalgie à l’endroit des croyances de sa jeunesse. Grand amateur de musique classique, il fait preuve d’un même sens de la polémique à l’endroit des autres genres musicaux. 
Maarten ‘t Hart est marié avec Hanneke van den Muyzenberg et vit à Warmond.

## Biographie
Maarten ‘t Hart est né à Maasluis, commune de la Hollande-Méridionale, le 25 novembre 1944. Il fit ses études secondaires au lycée Groen van Prinsterer de Flardingue, puis étudia la biologie et plus particulièrement l’éthologie à l’Université de Leyde où il gradua en 1978 après avoir présenté comme thèse A Study of a Short Term Behaviour Cycle : Creeping through in the three-spined stickleback. Il travailla par la suite comme éthologue. Parmi ses travaux scientifiques, on peut citer Ratten (littéralement : « Rats ») (1973) et De stekelbaars (litt : Les épinoches) (1978).
Élevé dans une famille réformée, il abandonna la foi chrétienne pendant ses années d’études. Comme en témoignent ses deux recueils d’études bibliques  « alternatives» Wie God verlaat heeft niets te vrezen (Celui qui abandonne Dieu n’a rien à craindre) et De bril van God (Les lunettes de Dieu), il a traité à maintes reprises et de façon fortement polémique les questions de foi religieuse, s’élevant en particulier contre le monothéisme.
Il aborda la carrière littéraire en 1971 sous le pseudonyme Martin Hart en publiant Stenen voor een ransuil (Des pierres [lancées] pour un hibou moyen-duc), publié par la maison d’édition De Arbeiderspers à laquelle il demeurera fidèle par la suite. Le succès lui vint en 1978 avec le roman Een vlucht regenwulpen (Un vol de courlis corlieu). Dans nombre de ses œuvres transparaissent des éléments autobiographiques faisant référence à sa jeunesse dans le milieu chrétien réformé de Maasluis, ses découvertes en biologie, son amour de la musique classique et de la littérature, de même que son indépendance d’esprit.
Volontiers polémique, ‘t Hart s’est élevé entre autres contre le mouvement féministe (par exemple dans De vrouw bestaat niet [litt : la femme n’existe pas]) et la critique littéraire (par exemple dans De som van misverstanden [litt : la somme des malentendus]). Il peut dans certains cas s’emporter violemment, allant jusqu’aux frontières de l’exagération littéraire et des attaques personnelles. L’une de ses cibles favorites fut, pendant des années, le professeur qui l’avait recalé à un examen. 
En 1991, ‘t Hart fit sensation en apparaissant au « bal du livre » habillé en travesti. Tout au long des années 1990, il apparut de temps à autre habillé en femme à divers évènements, pratique qu’il abandonna en 2000. Mensje van Keulen consacra en 1992 à cette prédilection pour les vêtements féminins un livre : Geheime Dame (litt : La dame secrète).
En 2004, il présenta sa candidature au Parti pour les Animaux en vue de l’élection au Parlement européen, candidature qui ne fut pas retenue par le parti, celui-ci exigeant que tous les candidats soient porteurs d’un passeport valide, ce à quoi ‘t Hart s’objectait par principe. Il retira donc sa candidature. Il se présenta également aux élections de 2006 à la Deuxième Chambre des États généraux des Pays-Bas (Chambre basse ou Assemblée nationale), mais il la retira rapidement, la présidente de ce parti, Marianne Thieme, et le sénateur Niko Koffeman appartenant aux Adventistes du Septième Jour.

## La musique et Maarten ‘t Hart
Maarten ‘t Hart est un enthousiaste et un grand connaisseur de musique classique pour qui il n'existe aucune autre forme de musique. Il écrivit nombre d’essais sur le sujet et fut pendant plusieurs années critique de CD-ROM pour la revue musicale Luister (litt : L’auditeur). Il voue une admiration sans borne aux compositeurs tels que Bach, Mozart, Schubert et Bruckner et a exprimé à nombre d’occasions son amour de la musique de Prokofiev et Richard Strauss. Il s’est engagé en faveur de compositeurs comme Max Reger, Franz Schmidt et Nicholas Medtner. Au contraire il n’a que faire de la musique de Mahler et Chostakovitch qu’il trouve « dépressive ». Stravinsky ne trouve guère grâce à ses yeux. Quant au jazz, blues, reggae, pop et aux comédies musicales, il n’y voit guère qu’un « bric-à-brac dégénéré ». Il a résumé dans son livre Mozart en de Anderen (litt : Mozart et les Autres) les charges portées contre la musique pop.

## Distinctions et prix littéraires
- Prix Multatuli pour Het vrome volk (litt : Le peuple pieux), 1975
- Prix J. Greshoff 1978, pour De som der misverstanden.

- Prix De Gouden Strop pour Het wooden der gehele wereld (litt : La fureur du monde entier), 1994

- Fait chevalier de l’Ordre du Lion des Pays-Bas en 2003

- Citoyen d’honneur de la ville de Maassluis[3]

- Le 29 novembre 2014, il reçut un « Livre de Diamant » pour la vente de plus d’un million d’exemplaires depuis sa parution de son Een vlucht regenwulpen.

## Publications
- 1971 - Stenen voor een ransuil, roman, sous le pseydonyme Martin Hart

- 1973 - Ratten - studie over de biologie van de rat, sous le même pseudonyme

- 1973 - Ik had een wapenbroeder, roman

- 1974 - Het vrome volk, nouvelles

- 1976 - De kritische afstand, essais

- 1976 - Natuurlijke historie, essais, avec Midas Dekkers

- 1976 - Avondwandeling, nouvelle

- 1977 - Mammoet op zondag, nouvelle

- 1977 - Laatste zomernacht, nouvelle

- 1978 - De som van misverstanden, essais

- 1978 - Een vlucht regenwulpen, roman; également adaptation cinématographique

- 1978 - De dorstige minnaar, nouvelle

- 1978 - De stekelbaars, étude scientifique

- 1978 - A study of a short term behaviour cycle, thèse

- 1979 - Ongewenste zeereis, essais et nouvelles

- 1979 - De aansprekers, roman

- 1980 - De droomkoningin, roman

- 1981 - De zaterdagvliegers, nouvelles

- 1982 - De vrouw bestaat niet, essais

- 1982 - De versnijdenis, deux nouvelles

- 1982 - Alle verhalen, nouvelles

- 1983 - De kroongetuige, roman

- 1983 - Het eeuwige moment, essais

- 1983 - Potentie

- 1984 - De ortolaan, nouvelle, don à la Semaine du livre

- 1984 - Het roer kan nog zesmaal om, autobiographie

- 1985 - De huismeester, nouvelle

- 1985 - Ons leven, biographie

- 1986 - De jacobsladder, roman

- 1986 - De nagapers, édition spéciale : minilivre pour le cercle du livre et du disque néerlandais

- 1987 - De draagmoeder, nouvelle

- 1987 - Het uur tussen hond en wolf, roman

- 1988 - De steile helling, roman

- 1989 - De unster, nouvelle

- 1990 - Een dasspeld uit Toela, essais

- 1991 - Onder de korenmaat, roman

- 1991 - 75e anniversaire : De vrijwillige brandweer

- 1992 - Een havik onder Delft, essais

- 1993 - Het woeden der gehele wereld, roman – aussi version cinématographique

- 1994 - Du holde Kunst, over muziek, essais: entre autres sur les cantates de J. S. Bach

- 1996 - Het gebergte. De tweeënvijftig romans van S. Vestdijk, essais (avec Hugo Brandt Corstius)

- 1996 - De nakomer, roman

- 1997 - Wie God verlaat heeft niets te vrezen. De Schrift betwist, essais

- 1998 - De vlieger, roman

- 1999 - Mijn vaderstad: een literaire wandeling door het Maassluis van Maarten 't Hart

- 1999 - De gevaren van joggen: dwarse boutades, chronique

- 2000 - Een deerne in lokkend postuur: persoonlijke kroniek 1999, autobiographie

- 2000 - Johann Sebastian Bach, essai sur ce compositeur

- 2000 - De stiefdochters van Stoof

- 2000 - Kramsvogels, nouvelle

- 2002 - De daverdreun, polémique sur la musique pop

- 2002 - De bril van God. De Schrift betwist II, essais

- 2002 - De zonnewijzer, roman

- 2002 - Nieuwe fiets, tekst n.a.v. verschijning De zonnewijzer (édition à tirage limité)

- 2002 - Het meisje met de zwarte nagels, édition spéciale à l’occasion de la célébration de ses quarante ans comme membre de la Bibliothèque municipale de Leyde

- 2003 - De scheltopusik, nouvelle, paru aux grands magasins Bijenkorf

- 2003 - De man met het glas, essai sur F.B. Hotz

- 2003 - De dichter van de kaarsen, essai sur Kaváfis

- 2004 - Lotte Weeda, roman

- 2004 - Signeren, nouvelle

- 2004 - De groene overmacht, ouvrage sur le jardinage

- 2006 - Mozart en de anderen, essai sur la musique

- 2006 - Het psalmenoproer, historische roman

- 2007 - Maassluis, nouvelle

- 2007 - De vroege verhalen, nouvelles

- 2007 - Het dovemansorendieet - Over zin en onzin van gewichtsverlies

- 2009 - Verlovingstijd, roman

- 2011 - Dienstreizen van een thuisblijver, autobiographie

- 2011 - De ontvoering

- 2012 - De groene overmacht

- 2013 - De dorstige minnaar, nouvelle

- 2015 – Magdalena

- 2016 - De moeder van Ikabod & andere verhalen, nouvelles

Les livres de ‘t Hart ont fait l’objet de traductions en allemand, en anglais, en polonais, en serbe et en suédois. 
Deux romans ont fait l’objet d’une adaptation cinématographique :
- Een vlucht regenwulpen, du directeur Ate de Jong en 1981 avec Jeroen Krabbé dans le rôle principal

- Het woeden der gehele wereld, du directeur Guido Pieters en 2006.